# هومستد میدوز نورت (تگزاس)
هومستد میدوز نورت (به انگلیسی: Homestead Meadows North) یک منطقهٔ مسکونی در ایالات متحده آمریکا است که در شهرستان ال پاسو، تگزاس واقع شده‌است. هومستد میدوز نورت ۴۰٫۴ کیلومتر مربع مساحت و ۵٬۱۲۴ نفر جمعیت دارد و ۱٬۲۴۲ متر بالاتر از سطح دریا واقع شده‌است.